# Batracomorphus ajax
Batracomorphus ajax är en insektsart som beskrevs av Knight 1983. Batracomorphus ajax ingår i släktet Batracomorphus och familjen dvärgstritar. Inga underarter finns listade i Catalogue of Life.